# 純次と直樹
純次と直樹（じゅんじとなおき）は、2017年4月9日から文化放送の制作で、NRN各局（ただし沖縄県ではRBCiラジオ）で放送されているラジオ番組。

## パーソナリティ
- 高田純次
- 浦沢直樹

## 概要
- 高田にとっては「高田純次 日曜テキトォールノ」の後継番組。浦沢はラジオの初レギュラー番組。
- 2020年3月までは文化放送では25分の放送枠であったが、当番組終了後に放送されていた「交通情報・天気予報」を吸収して、同年4月以降30分枠に拡大された。
- 2023年4月より文化放送では土曜18:30 - 19:00に放送日・時間変更となった[注釈 1]。

## 番組コーナー
- この〇〇が凄い!
- 今週のツブヤイター
- 愛ってなんだ
- 溺れる者は純次をもつかむ
- これって純次ですか?

## ネット局
2021年11月現在。
| 放送地域   | 放送局          | 放送時間           | 備考                                          |
| ---------- | --------------- | ------------------ | --------------------------------------------- |
| 関東広域圏 | 文化放送（QR）  | 土曜 18:30 - 19:00 | 【制作局】 日本大相撲トーナメント開催日は休止 |
| 静岡県     | 静岡放送（SBS） | 土曜 17:00 - 17:30 |                                               |
| 石川県     | 北陸放送（MRO） | 日曜 20:30 - 21:00 |                                               |
| 沖縄県     | 琉球放送（RBC） | 日曜 23:00 - 23:30 | JRN単独系列局                                 |
| 山梨県     | 山梨放送（YBS） | 木曜 18:00 - 18:30 |                                               |